# Scotophaeus lindbergi
Scotophaeus lindbergi är en spindelart som beskrevs av Roewer 1961. Scotophaeus lindbergi ingår i släktet Scotophaeus och familjen plattbuksspindlar.
Artens utbredningsområde är Afghanistan. Inga underarter finns listade i Catalogue of Life.